# اندی روئیز جونیور
اندی روئیز جونیور (انگلیسی: Andy Ruiz Jr.؛ زادهٔ ۱۱ سپتامبر ۱۹۸۹)ملقب به «نابود کننده» بوکسور حرفه ای سنگین‌وزن مکزیکی- آمریکایی متولد کالیفرنیا است. او در ۱ ژوئن ۲۰۱۹ با شکست آنتونی جاشوا در راند هفتم (7th Rd KO) تبدیل به قهرمان بوکس سنگین‌وزن و دارنده سه کمربند (IBF) (WBA) (WBO) از چهار کمربند اصلی بوکس و نیز کمربند (IBO) شد. اما شش ماه بعد در ۷ دسامبر ۲۰۱۹ در عربستان در مسابقه ای که به نبرد روی شن های داغ معروف شد پس از ۱۲ راند با رای متحد داوران بازنده اعلام شد و تمام عناوین خود را از دست داد
او اولین مکزیکی قهرمان بوکس سنگین‌وزن جهان است.
از دیگر مبارزات او می‌توان به مبارزه با جوزف پارکر بر سر عنوان (WBO) در سال ۲۰۱۶ اشاره کرد. در این مبارزه روییز با رای متحد داوران بازنده اعلام شد.
از مربیان وی می‌توان از پدرش و فردی روتش (مربی مانی پاکیو) نام برد.

## رکورد آماتوری
۱۰۵ برد ۵ باخت
| رکورد حرفه ای | رکورد حرفه ای | رکورد حرفه ای |
| ------------- | ------------- | ------------- |
| ۳۴ مبارزه     | ۳۳ برد        | ۱ باخت        |
| ناک اوت       | ۲۲            | ۰             |
| رای داوران    | ۱۱            | ۱             |
| مساوی         | ۰             | ۰             |